# N-propylbenzeen
n-propylbenzeen of isocumeen is een aromatische koolwaterstof met een scherpe aromatische geur. Het is een kleurloze brandbare vloeistof.

## Synthese
n-propylbenzeen kan gesynthetiseerd worden via behandeling van broombenzeen en 1-broompropaan met natrium (Wurtz-koppeling), door behandeling van benzylchloride met ethylmagnesiumbromide of di-ethylzink, door reactie van benzylmagnesiumchloride met di-ethylsulfaat of ethyl-p-tolueensulfonaat of via reductie van ethylfenylketon, methylbenzylketon of propenylbenzeen.
Ook alkylering van benzeen is een mogelijke syntheseweg. Mogelijke reagentia zijn cyclopropaan en aluminiumchloride of waterstoffluoride, propeen en difosforpentoxide, 1-broompropaan en aluminiumchloride of 1-propanol en aluminiumchloride.

## Toepassingen
n-propylbenzeen wordt gebruikt als oplosmiddel in de textielindustrie en in de organische synthese. Het kan selectief gedeprotoneerd worden op de benzylische positie met behulp van zeer sterke basen en kan aldus gebruikt worden bij de synthese van stilbeenderivaten zoals tamoxifen.

## Toxicologie en veiligheid
n-propylbenzeen is irriterend voor de huid en ogen. Het is vermoedelijk een neurotoxine. De stof is ook in vloeibare vorm erg brandbaar en de rook bevat veel roet. Een brandende hoeveelheid van deze stof moet met koolstofdioxide worden geblust.